# IHS Markit
IHS Markit ist ein börsennotiertes Unternehmen mit Hauptsitz in London, das Daten- und Informationsdienste für eine Vielzahl von Branchen wie die Automobilindustrie, Energieversorgung, Finanzdienstleistungen, Rüstungsindustrie und Schifffahrt anbietet.

## Geschäftstätigkeit
IHS stellt Informationen zu den Themen Energie, Produktlebenszyklen, Wirtschaft, Umwelt und Sicherheit zusammen. Zu den zugehörigen Marken gehören Jane’s Information Group, Cambridge Energy Research Associates (CERA) und die Wirtschaftsinformationsdienste John S. Herold, Inc. und Global Insight. Das Tochterunternehmen iSuppli ist in der Marktforschung u. a. im Bereich Unterhaltungselektronik tätig.
IHS Markit vertreibt in seinem Standards Store Inhalte von über 500 verschiedenen Standardisierungsorganisationen und Buchverlagen in gedruckter und digitaler Form, darunter Standards wie ASTM International (ASTM) und Institute of Electrical and Electronics Engineers (IEEE).
Im Bereich der Schifffahrt führt die Sparte Maritime & Trade eine auf das Lloyd’s Register of Ships zurückgehende Datenbank mit über 200.000 Schiffen und ist von der Internationalen Seeschifffahrts-Organisation beauftragt, IMO-Nummern für Neubauten zu vergeben.
2022 wurde das Unternehmen von S&P Global (Bereich S&P Global Ratings) übernommen.

## Geschichte
Richard O’Brien gründete im Jahr 1959 das Unternehmen Information Handling Services (IHS) als Anbieter von Produktkatalogen auf Mikrofilm für die Raumfahrtindustrie.
1997 erwarb IHS die britische Engineering Sciences Data Unit (ESDU) und erweiterte so das Angebot um eine Wissensdatenbank für verschiedene Disziplinen der Ingenieurwissenschaften.
Seit dem Jahr 2004 firmierte das Unternehmen auch offiziell nur noch unter der Kurzform IHS, und am 11. November 2015 erfolgte der Börsengang als IHS Inc. an der New York Stock Exchange.
2007 machte IHS etwa 688 Millionen $ Umsatz. Für 2009 nannte das Unternehmen einen Umsatz von 967 Millionen $. Im Jahr 2012 betrug der Umsatz 1,5 Milliarden $.
Am 22. März 2016 gab IHS bekannt, mit dem britischen Konkurrenten Markit fusionieren zu wollen. Das neue Unternehmen IHS Markit soll seinen Sitz in London haben und zu 57 Prozent von den IHS-Aktionären gehalten werden. Das Unternehmen wurde zunächst vom IHS-CEO Jerre Stead geführt, der Ende 2017 vom Markit-CEO Lance Uggla abgelöst wurde.